# Dom łańcuchów
Dom łańcuchów (ang. House of Chains) – czwarty z dziesięciu tomów epickiej serii fantasy Malazańskiej Księgi Poległych kanadyjskiego pisarza Stevena Eriksona. Fabularnie jest kontynuacją Bramy Domu Umarłych.
Powieść opublikowano po raz pierwszy w 2002 roku w Wielkiej Brytanii. W Polsce pojawiła się w roku 2003 wydana nakładem wydawnictwa Mag w tłumaczeniu Michała Jakuszewskiego. Ze względu na znaczny rozmiar w polskim wydaniu została podzielona na dwie części:
- Dom łańcuchów: Dawne dni
- Dom łańcuchów: Konwergencja